# LaMont Smith
LaMont Smith (Filadelfia, 11 dicembre 1972) è un ex velocista statunitense, specializzato nei 400 metri piani.

## Biografia
In carriera è stato medaglia d'oro ai Giochi olimpici di Atlanta 1996 nella staffetta 4×400 metri.

## Palmarès
| Anno | Manifestazione  | Sede    | Evento  | Risultato | Prestazione | Note |
| ---- | --------------- | ------- | ------- | --------- | ----------- | ---- |
| 1996 | Giochi olimpici | Atlanta | 4×400 m | Oro       | 2'55"99     |      |